# Ляликов, Юрий Сергеевич
Ляликов Юрий Сергеевич (2 апреля 1909, Екатеринослав — 12 октября 1976, Кишинёв) — советский учёный-химик, профессор (1958), академик Академии наук Молдавии (1965).

## Биография
Родился 2 апреля 1909 года в Екатеринославе.
В 1932 году окончил Днепропетровский физико-химико-математический институт.
В 1932—1941 годах работал в Днепропетровском металлургическом институте.
В 1941—1943 годах — в Магнитогорском металлургическом техникуме. В 1943—1952 годах — заведующий кафедрой химии, декан горного факультета Криворожского горнорудного института.
С 1952 года — в Кишинёвском университете, одновременно с 1957 года — в Институте химии Академии наук Молдавии.
Умер 12 октября 1976 года в Кишинёве.

## Научная деятельность
Специалист в области аналитической химии. Исследования касались проблем полярографии расплавленных веществ. В 1936 году предложил методику определения железа в рудах и шлаках металлургического производства. Основатель молдавской полярографический школы, руководитель исследований в области физико-химического анализа.
Основные научные интересы: полярографический метод анализа, комплексообразования в аналитической химии. Разработал методы анализа полупроводниковых материалов.

### Научные труды
- «Физико-химические методы анализа» учебник. 1948. 5-е изд. 1974.

## Награды
- Орден Трудового Красного Знамени;
- Медаль «За доблестный труд в Великой Отечественной войне 1941—1945 гг.» (1945)[2].